# Moritz Goldschmidt
Moritz Aron Goldschmidt (2. september 1822 i Vordingborg – 11. maj 1888 i København) var en dansk forretningsmand og medgrundlægger af Crome & Goldschmidt.
Han blev som sin ældre bror, forfatteren Meïr Aron Goldschmidt, født i Vordingborg, og fik skoleundervisning i Næstved, da faderen flyttede dertil.
Allerede tidligt i sin opvækst begyndte han at fremstille hægter, maller og andet nålemagerarbejde, og efter et ophold i udlandet fik han i en ung alder en lille fabrik for nålemager- og possementmagerarbejder i Pinneberg. På denne fabrik var flere maskiner, som han selv havde konstrueret.
Treårskrigens udbrud i 1848 gjorde hans stilling her uholdbar, og han flyttede nu til Horsens, hvor han fortsatte den forretning, han havde startet i Pinneberg. Da Horsens Tugthus åbnede i 1853, fik han gjort brug af dets arbejdskraft. Det var dog først, da fængslet i 1860 ophørte med selv at være arbejdsgiver for sine fanger, at forretningen for alvor udviklede sig. Ved et lån fra statskassen blev Goldschmidt i stand til direkte at beskæftige tugthusets fanger, primært med vævning, og samtidig associerede han sig med den senere konsul August Crome, der overtog den merkantile del af forretningen, og dengang stod som bestyrer af den Bønnelykkeske Tobaksfabrik i Horsens. Virksomheden voksede og fik snart en stor fabrik med frie arbejdere, og blev i 1874 omdannet til et aktieselskab, Crome & Goldschmidts Fabrikker, med en kapital på 800.000 kr., der i 1881 fordobledes. Samme år overtog selskabet Ribe textile Fabrikker. Goldschmidt, der til sin død 11. maj 1888 var selskabets direktør, blev ved firmaet Crome & Goldschmidts jubilæum 1885 udnævnt til justitsråd.
Den 3. maj 1866 blev han gift med Jenny Jacoby (f. 30. marts 1839), datter af købmand Jacoby i Aalborg.